# Congregación Reforma
Congregación Reforma es una localidad del estado mexicano de Chiapas. Es parte del municipio de Tapachula.

## Demografía
| Gráfica de evolución demográfica |
|                                  |

| Censo | Población |
| ----- | --------- |
| 1930  | 187       |
| 1940  | 226       |
| 1950  | 179       |
| 1960  | 366       |
| 1970  | 360       |
| 1980  | 468       |
| 1990  | 824       |
| 2000  | 1,024     |
| 2010  | 1132      |
| 2020  | 1,428     |